# 미겔 에르난데스역
미겔 에르난데스 역(스페인어: Miguel Hernández)은 마드리드 지하철 1호선의 역이다. 마드리드 푸엔테데바예카스 구의 알부페라 대로 지하에 자리해 있으며, 라파엘 알베르티 대로와 만나는 교차로에 위치해 있다. 요금구역상으로는 A구역에 속한다.

## 역사
1994년 4월 7일 1호선 연장과 함께 문을 열었다. 역명은 역에서 300m 떨어진 위치에 있는 미겔 에르난데스 대로에서 따왔다. 스페인의 시인 미겔 에르난데스에서 유래한 이름이기 때문에 역내에는 그의 시가 새겨진 주황색 판으로 장식되어 있다. 또 알부페라 대로 입구 부근에도 미겔 에르난데스라는 이름의 공공도서관이 있다. 개통 당시부터 1호선의 시종착역 역할을 하다가 1999년 3월 3일 1호선이 콩고스토 역까지 연장개통되면서 일반역이 되었다.
2016년 7월 3일부터는 1호선의 도심구간에 해당되는 플라사 데 카스티야-시에라 데 과달루페 구간이 시설정비 공사로 운행을 일시 중단되면서 이곳도 영업을 중단하였다. 공사 작업 완료일은 2016년 11월경이 될 것으로 예측되었으나, 불편을 줄이기 위해 먼저 공사가 끝난 구간만 우선운행하기로 결정되었다. 따라서 9월 14일부터 플라사 데 카스티야-콰트로 카미노스 구간 / 알토 델 아레날-시에라 데 과달루페 구간이 운행을 재개하였고, 이 역도 다시 문을 열었다.

## 환승 정보
역 주변에는 시내버스 정류장이 총 세 곳이 있으며, 야간 노선도 일부 경유한다.
| 마드리드 지하철                   | 마드리드 지하철       | 마드리드 지하철               |
| --------------------------------- | --------------------- | ----------------------------- |
| 알토 델 아레날 피나르 데 차마르틴 | 마드리드 지하철 1호선 | 시에라 데 과달루페 발데카로스 |